# Ischnothele indicola
Ischnothele indicola är en spindelart som beskrevs av Benoy Krishna Tikader 1969. Ischnothele indicola ingår i släktet Ischnothele och familjen Dipluridae. Inga underarter finns listade i Catalogue of Life.